# Stetten (Schaffhausen)
Stetten is een gemeente en plaats in het Zwitserse kanton Schaffhausen.
Stetten telt 1087 inwoners.
Bargen · Beggingen · Beringen · Buch · Buchberg · Büttenhardt · Dörflingen · Gächlingen · Hallau · Hemishofen · Lohn · Löhningen · Merishausen · Neuhausen am Rheinfall · Neunkirch · Oberhallau · Ramsen · Rüdlingen · Schaffhausen · Schleitheim · Siblingen · Stein am Rhein · Stetten · Thayngen · Trasadingen · Wilchingen